# Mimi Rogers
Mimi Rogers, leánykori nevén Spickler (Coral Gables, 1956. január 27. –) amerikai színésznő.
Fontosabb szereplései voltak a Gung Ho (1986), a Testőrbőrben (1987), A félelem órái (1990) és a Testmasszázs (1995) című filmekben. Az Elbűvölve című, vallási témájú filmdrámában méltatták a kritikusok. Robin Wood filmkritikus szerint Rogers „a hollywoodi filmművészet történelmének egyik legjobb alakítását nyújtotta”.
Az 1990-es évek közepétől feltűnt a Tükröm, tükröm… (1996), a Szőr Austin Powers: Őfelsége titkolt ügynöke (1997), a Lost in Space – Elveszve az űrben (1998), a Vérszomj (2000) és a Szex, barátság, telefon (2012) című filmekben.
Szerepelt olyan sorozatokban, mint az X-akták (1998–1999), a Két pasi – meg egy kicsi (2011–2015), a Mad Men – Reklámőrültek (2015), a Harry Bosch – A nyomozó (2014–2021) és a Bosch: Örökség (2022).

## Filmográfia

### Film
| Év   | Magyar cím                                   | Eredeti cím                                 | Szerep                | Magyar hang         |
| ---- | -------------------------------------------- | ------------------------------------------- | --------------------- | ------------------- |
| 1983 |                                              | Blue Skies Again                            | Liz                   |                     |
| 1986 | Gung Ho                                      | Gung Ho                                     | Audrey                | Fehér Anna          |
| 1987 | A hamis riport                               | Street Smart                                | Alison Parker         | Csere Ágnes         |
| 1987 | Testőrbőrben                                 | Someone to Watch Over Me                    | Claire Gregory        | Udvaros Dorottya    |
| 1987 | Testőrbőrben                                 | Someone to Watch Over Me                    | Claire Gregory        | Létay Dóra          |
| 1987 | Testőrbőrben                                 | Someone to Watch Over Me                    | Claire Gregory        | Kisfalvi Krisztina  |
| 1989 | Rátarti Quinn, a karibi rendőrfőnök          | The Mighty Quinn                            | Hadley Elgin          | Kiss Mari           |
| 1989 | Egy házban az ellenséggel                    | Hider in the House                          | Julie Dreyer          |                     |
| 1990 | Tisztességes gyilkosok                       | Dimenticare Palermo                         | Carrie                | Détár Enikő         |
| 1990 | A félelem órái                               | Desperate Hours                             | Nora Cornell          | Tóth Enikő          |
| 1990 | A félelem órái                               | Desperate Hours                             | Nora Cornell          | Spilák Klára        |
| 1990 | A félelem órái                               | Desperate Hours                             | Nora Cornell          | Zborovszky Andrea   |
| 1991 | The Doors                                    | The Doors                                   | magazinfotós          | Farkasinszky Edit   |
| 1991 | Elbűvölve                                    | The Rapture                                 | Sharon                | Tóth Enikő          |
| 1991 | Vadászat életre-halálra                      | Wedlock                                     | Tracy Riggs           | Sándor Erzsi        |
| 1991 | Vadászat életre-halálra                      | Wedlock                                     | Tracy Riggs           | Majsai-Nyilas Tünde |
| 1992 | Fehér sivatag                                | White Sands                                 | Molly Dolezal         |                     |
| 1992 | A befutó                                     | Dark Horse                                  | Dr. Susan Hadley      | Andresz Kati        |
| 1992 | Lőttek a feleségemnek                        | Shooting Elizabeth                          | Elizabeth Pigeon      | Spilák Klára        |
| 1994 | Zűrös majom                                  | Monkey Trouble                              | Amy                   | Vándor Éva          |
| 1994 | Gyilkos – Az ölés művészete                  | Bulletproof Heart                           | Fiona                 |                     |
| 1994 |                                              | Reflections on a Crime                      | Regina                |                     |
| 1995 |                                              | The Beast (rövidfilm)                       | Martha                |                     |
| 1995 | A vadon mélyén – Sárga kutya kalandjai       | Far from Home: The Adventures of Yellow Dog | Katherine McCormick   | Kocsis Judit        |
| 1996 | Bárbajnokok                                  | Trees Lounge                                | Patty                 | Fazekas Zsuzsa      |
| 1996 | Tükröm, tükröm…                              | The Mirror Has Two Faces                    | Claire                | Antal Olga          |
| 1997 | Szőr Austin Powers: Őfelsége titkolt ügynöke | Austin Powers: International Man of Mystery | Mrs. Marie Kensington | Kovács Nóra         |
| 1998 | Lost in Space – Elveszve az űrben            | Lost in Space                               | Dr. Maureen Robinson  | Kovács Nóra         |
| 1999 | Csajos hetes                                 | Seven Girlfriends                           | Julian                |                     |
| 2000 | Vérszomj                                     | Ginger Snaps                                | Pamela Fitzgerald     | Csere Ágnes         |
| 2000 |                                              | The Upgrade (rövidfilm)                     | Yuppie                |                     |
| 2000 | Kegyetlen játékok 2.                         | Cruel Intentions 2                          | Tiffany Merteuil      | Andresz Kati        |
| 2003 | Dumb és Dumberer: Dilibogyók 2.              | Dumb and Dumberer: When Harry Met Lloyd     | Mrs. Dunne            | Zsolnai Júlia       |
| 2004 | Egy ígéret ára                               | The Gunman                                  | Eve Richards          |                     |
| 2004 |                                              | Seeing Other People                         | Elise                 |                     |
| 2004 | A titkos ajtó                                | The Door in the Floor                       | Evelyn Vaughn         | Agócs Judit         |
| 2005 |                                              | Dancing in Twilight                         | April                 |                     |
| 2006 | Stoppos gyilkos                              | Penny Dreadful                              | Orianna Volkes        | Kocsis Judit        |
| 2006 | Rosszbarátok                                 | Big Nothing                                 | Mrs. Smalls           | Árkosi Kati         |
| 2009 |                                              | Frozen Kiss                                 | Gayle                 |                     |
| 2010 |                                              | Order of Chaos                              | Mrs. Craig            |                     |
| 2010 | Egyedül a világ ellen                        | Abandoned                                   | Victoria Markham      | Igó Éva             |
| 2010 | Száguldó bomba                               | Unstoppable                                 | filmproducer          |                     |
| 2011 | Tetemes összeg                               | Lucky                                       | Ms. Brand             |                     |
| 2011 | Rázzad, bébi!                                | Balls to the Wall                           | Mrs. Matthews         |                     |
| 2012 | Szex, barátság, telefon                      | For a Good Time, Call...                    | Adele                 | Ősi Ildikó          |
| 2012 | Amit még mindig tudni akarsz a szexről       | Hope Springs                                | Carol                 | Antal Olga          |
| 2014 |                                              | The Surface                                 | Kim                   |                     |
| 2015 |                                              | Weepah Way for Now                          | Lynn                  |                     |
| 2015 | Bérhaverok                                   | The Wedding Ringer                          | Lois Palmer           | Andresz Kati        |
| 2015 | Rabságban                                    | Captive                                     | Kim Rogers            | Kovács Nóra         |
| 2015 |                                              | This Isn't Funny                            | Elaine Anderson       |                     |
| 2018 |                                              | Affairs of State                            | Judith Baines         |                     |
| 2018 |                                              | What Still Remains                          | Judith                |                     |
| 2022 |                                              | Four Ladies Dancing                         | Mimi                  |                     |

### Televízió
Tévéfilmek
| Év   | Magyar cím                                        | Eredeti cím                      | Szerep             | Magyar hang        |
| ---- | ------------------------------------------------- | -------------------------------- | ------------------ | ------------------ |
| 1982 |                                                   | Divorce Wars: A Love Story       | Belinda Wittiker   |                    |
| 1982 |                                                   | Hear No Evil                     | Meg                |                    |
| 1985 |                                                   | Embassy                          | Nancy Russell      |                    |
| 1991 |                                                   | Fourth Story                     | Valerie McCoughlin |                    |
| 1991 | Bilincsbe verve                                   | Wedlock                          | Tracy Rigg         |                    |
| 1992 |                                                   | Ladykiller                       | Michael Madison    |                    |
| 1993 |                                                   | Bloodlines: Murder in the Family | Melody Woodman     |                    |
| 1993 |                                                   | A Kiss to Die For                | Ali Broussard      |                    |
| 1995 | Testmasszázs                                      | Full Body Massage                | Nina               | Fehér Anna         |
| 1996 | Egy szempillantás alatt                           | In the Blink of an Eye           | Sonia Jacobs       |                    |
| 1996 | Kis hazugságok                                    | Little White Lies                | Ellie              |                    |
| 1997 | A tömegpusztítás fegyverei                        | Weapons of Mass Distraction      | Ariel Powers       | Kiss Mari          |
| 1997 |                                                   | Tricks                           | Jackie             |                    |
| 1997 | A karácsonyi lista                                | The Christmas List               | Melody Parris      | Fehér Anna         |
| 1998 | Virtuális szerelem                                | Virtual Obsession                | Karen Messenger    |                    |
| 1999 | Az ördög számtana                                 | The Devil's Arithmetic           | Leonore Stern      | Egri Márta         |
| 2000 |                                                   | Common Ground                    | McPherson          |                    |
| 2000 |                                                   | Harlan County War                | vezető producer    |                    |
| 2001 | Segítség, válnak a szüleim! (A legszörnyűbb évem) | My Horrible Year                 | Marion néni        |                    |
| 2002 | A könnyű élet varázsa                             | Charms for the Easy Life         | Sophia             | Csere Ágnes        |
| 2003 | A barlang fogságában                              | Cave In                          | Pat Bogen          |                    |
| 2005 | Gyilkos húzások                                   | Stone Cold                       | Rita Fiore         |                    |
| 2005 | Az ártatlanság eladó                              | Selling Innocence                | Abby Sampson       | Menszátor Magdolna |
| 2006 |                                                   | The Stranger Game                | Joanna Otis        |                    |
| 2008 | Tomboló vihar                                     | Storm Cell                       | April Saunders     | Antal Olga         |
| 2009 | Aranyajtó                                         | Falling Up                       | Meredith           | Kovács Nóra        |
| 2010 |                                                   | Sins of the Mother               | Lois               |                    |

Sorozatok
| Év        | Magyar cím                           | Eredeti cím                 | Szerep                     | Megjegyzések                        |
| --------- | ------------------------------------ | --------------------------- | -------------------------- | ----------------------------------- |
| 1981      | Zsarublues                           | Hill Street Blues           | Sandra Pauley              | 2 epizód                            |
| 1981      |                                      | Quincy, M.E.                | Corrina Girard             | 2 epizód                            |
| 1982      | Magnum                               | Magnum, P.I.                | Margo Perina               | 1 epizód magyar hangja Andresz Kati |
| 1983      |                                      | Hart to Hart                | Robin Wall                 | 1 epizód                            |
| 1983–1984 |                                      | The Rousters                | Ellen Slade                | 13 epizód                           |
| 1984      |                                      | Paper Dolls                 | Blair Fenton-Harper        | 13 epizód                           |
| 1987      |                                      | Disneyland                  | Charlotte                  | 1 epizód                            |
| 1991–1992 |                                      | Dream On                    | Julia Montana              | 3 epizód                            |
| 1992      | Mesék a kriptából                    | Tales from the Crypt        | Helen                      | 1 epizód                            |
| 1992–1994 |                                      | The Larry Sanders Show      | Mimi Rogers                | 2 epizód                            |
| 1996      |                                      | Partners                    | Melissa                    | 1 epizód                            |
| 1998–1999 | X-akták                              | The X-Files                 | Diana Fowley ügynök        | 7 epizód                            |
| 1999–2000 |                                      | It's Like, You Know...      | Deidre Swayze              | 2 epizód                            |
| 2000–2001 |                                      | The Geena Davis Show        | Hillary                    | 22 epizód                           |
| 2002      | Mizújs, Scooby-Doo?                  | What's New, Scooby-Doo?     | Maura Ravenmane (hangja)   | 1 epizód                            |
| 2003      | Dawson és a haverok                  | Dawson's Creek              | Helen Lindley              | 1 epizód                            |
| 2003      | Las Vegas                            | Las Vegas                   | Sandra Adlman              | 1 epizód                            |
| 2004      |                                      | Hope & Faith                | Annie Hannigan             | 1 epizód                            |
| 2006–2007 |                                      | The Loop                    | Meryl                      | 17 epizód                           |
| 2008      | A pasifaló                           | My Boys                     | Maggie                     | 2 epizód                            |
| 2010      | Texas királyai                       | King of the Hill            | Katie (hangja)             | 1 epizód                            |
| 2010      | Pokoli szomszédok                    | Neighbors from Hell         | Lorelai Killbride (hangja) | 1 epizód                            |
| 2011      |                                      | CollegeHumor Originals      | Bionic Woman               | 2 epizód                            |
| 2011–2015 | Két pasi – meg egy kicsi             | Two and a Half Men          | Robin Schmidt              | 6 epizód                            |
| 2012      | Ügyféllista                          | The Client List             | Valerie Dawson             | 1 epizód                            |
| 2012      |                                      | Scruples                    | Harriet                    | eladatlan próbaepizód               |
| 2014      |                                      | Wilfred                     | Catherine Newman           | 3 epizód                            |
| 2014      |                                      | Cleaners                    | Isabelle Walker            | 6 epizód                            |
| 2015–2021 | Harry Bosch – A nyomozó              | Bosch                       | Honey Chandler             | 34 epizód                           |
| 2015      | NCIS                                 | NCIS                        | Joanna Teague              | 3 epizód                            |
| 2015      | Mad Men – Reklámőrültek              | Mad Men                     | Pima                       | 1 epizód                            |
| 2015      | Ash vs Evil Dead                     | Ash vs Evil Dead            | Suzy Maxwell               | 1 epizód magyar hangja Antal Olga   |
| 2017      | Zsaruvér                             | Blue Bloods                 | Trudy Slaughter            | 1 epizód                            |
| 2018      | Hogyan ússzunk meg egy gyilkosságot? | How to Get Away with Murder | Natalie Wright             | 1 epizód                            |
| 2019      | NCIS: Los Angeles                    | NCIS: Los Angeles           | Felice Waterson            | 1 epizód                            |
| 2022–     | Bosch: Örökség                       | Bosch: Legacy               | Honey Chandler             | főszereplő                          |

## Fordítás
- Ez a szócikk részben vagy egészben  a   Mimi Rogers című angol Wikipédia-szócikk ezen változatának fordításán alapul.  Az eredeti cikk szerkesztőit annak laptörténete sorolja fel. Ez a jelzés csupán a megfogalmazás eredetét és a szerzői jogokat jelzi, nem szolgál a cikkben szereplő információk forrásmegjelöléseként.